# William Lovelock
William Lovelock (ur. 13 marca 1899 w Londynie, zm. 26 czerwca 1986 w Shipston-on-Stour) – angielski organista, pedagog muzyczny i kompozytor. 
William Lovelock rozpoczął naukę gry na organach, gdy miał 12 lat. Jako szesnastolatek uzyskał stypendium w Trinity College of Music, gdzie jego nauczycielami byli Charles William Pearce oraz Henry Geehl. W czasie I wojny światowej służył w wojsku jako artylerzysta na froncie zachodnim.
Po wojnie wykładał w Trinity College of Music, w latach 1919-1923 grał na organach w kościele św. Klemensa w Eastcheap (St Clement's, Eastcheap), a od 1923 do 1926 roku był prywatnym organistą u Wiceksiężnej Cowdray. Studiował także kompozycję na University of London, uzyskując tytuł magistra w 1922, a doktorat w 1932 roku.
W 1956 roku został mianowany dyrektorem nowo utworzonego Queensland Conservatorium of Music w Brisbane. Pracował tam trzy lata, w 1959 roku nie przyjął propozycji wydłużenia kontraktu. Pozostał jednak w Australii i w latach 1959-1981 pracował jako krytyk muzyczny w dzienniku The Courier-Mail.